# Dissidence (film)
Pour plus de détails, voir Fiche technique et Distribution.
Dissidence est un documentaire réalisé  en 1998 par Zézé Gamboa et Irène Tenèze, qui traite des 27 ans de guerre en Angola et des séquelles subies par ceux qui y ont survécu.

## Synopsis
Ce qui pour certains, est tragédie vécue dans leur chair, obsession de leur esprit, désespoir au quotidien pendant d’interminables années, n’est pour d’autres qu’une dissonance, un écho de plus, un bruit parasite, auquel on ne comprend rien et que, d’ailleurs, médiatiquement, personne ne prend la peine de nous expliquer. Ainsi va-t-il de la guerre de l’Angola, guerre oubliée, ignorée ici, qui déchire depuis tant d’années l’ancienne colonie portugaise.

## Fiche technique
- Titre : Dissidence
- Réalisateur : Zézé Gamboa et Irène Tenèze
- Production : Fabrica d'Imagens Garance Production RTP, Zaradoc
- Son : José Luis Carvalhosa Yves Dorme
- Langue : français
- Format : Digital Betacam
- Genre : documentaire
- Durée : 52 minutes
- Date de réalisation : 1998
- Soutiens : CEE CNC Coopération française DDA Ecrans du Sud FR3